# Voulaines-les-Templiers
Voulaines-les-Templiers és un municipi francès, situat al departament de la Costa d'Or i a la regió de Borgonya - Franc Comtat.